# Grimmia ahmadiana
Grimmia ahmadiana là một loài Rêu trong họ Grimmiaceae. Loài này được Nog. mô tả khoa học đầu tiên năm 1956.